# Shawn Hargreaves
Shawn Hargreaves (ur. 23 sierpnia 1975 w Karolinie Północnej) – amerykański programista. 
Posiada podwójne obywatelstwo (matka Amerykanka, ojciec Brytyjczyk).
Twórca m.in. biblioteki Allegro, upublicznił bibliotekę w 1995 roku i rozwijał ją do 2000 roku.